# Hervé Lehning
Hervé Lehning, né le 10 décembre 1948 et mort le 16 octobre 2022, est un professeur et écrivain scientifique français. Il a notamment rédigé des ouvrages de mathématiques.

## Biographie
Fils d'un militaire de carrière, Hervé Lehning commence ses études secondaires à l'école militaire préparatoire d'Aix-en-Provence. Normalien, il est reçu à l'agrégation de mathématiques en 1974 (28e).
Hervé Lehning a été professeur de mathématiques spéciales au lycée Janson-de-Sailly à Paris. De 2012 à 2015, il est rédacteur en chef de Tangente.

## Œuvres
- Hervé Lehning et Daniel Jakubovicz, Mathématiques par l'informatique individuelle, vol. 1 : Le Basic. Arithmétique cryptographie équations, Masson, 1985, 138 p. (ISBN 978-2-225-80697-1)
- Hervé Lehning et Daniel Jakubovicz, Mathématiques par l'informatique individuelle, vol. 2 : Approximation, sommation, Masson, 1982, 119 p. (ISBN 978-2-225-78474-3)

- Hervé Lehning et Daniel Jakubovicz, Mathématiques par l'informatique individuelle, vol. 4 : Graphisme, Paris/New-York/Barcelone/1984, Masson, 1984, 107 p. (ISBN 2-225-80279-3)
- Hervé Lehning, Mathématiques supérieures et spéciales, t. 1 : Topologie, Masson, 1985, 128 p. (ISBN 978-2-225-80668-1)
- Hervé Lehning et Daniel Jakubovicz, Mathématiques supérieures et spéciales, t. 2 : Dérivation, Masson, 1986, 184 p. (ISBN 2-225-80876-7)
- Hervé Lehning, Mathématiques supérieures et spéciales, t. 3 : Intégration et sommation, Masson, 1985, 126 p. (ISBN 2-225-80679-9)
- Hervé Lehning, Mathématiques supérieures et spéciales, t. 4 : Analyse en dimension finie, Masson, 1986, 192 p. (ISBN 2-225-80878-3)
- Hervé Lehning, Mathématiques supérieures et spéciales, t. 5 : Analyse fonctionnelle, Masson, 1988, 246 p. (ISBN 978-2-225-81226-2)
- Hervé Lehning, Formulaire de mathématique, POLE, 5 octobre 1999, 14 p. (ISBN 978-2-909737-58-4)
- Hervé Lehning, Travaux pratiques avec Maple, POLE, 20 octobre 1999, 62 p. (ISBN 978-2-909737-57-7)
- Hervé Lehning, Apprentissage rapide de Maple, POLE, 19 novembre 1999, 64 p. (ISBN 978-2-909737-32-4)
- Hervé Lehning, Réduction des endomorphismes, POLE, 15 janvier 2000, 32 p. (ISBN 978-2-909737-65-2)
- collectif et Hervé Lehning, Le Noyau atomique, POLE, 5 septembre 2001, 96 p. (ISBN 978-2-909737-78-2)
- collectif et Hervé Lehning, Composition et décomposition, POLE, 5 septembre 2001, 96 p. (ISBN 978-2-909737-77-5)
- Hervé Lehning, Séries numériques, POLE, 5 septembre 2001, 16 p. (ISBN 978-2-909737-66-9)
- Elisabeth Busser, E. Bampis, I. Desit-Ricard, D. Trystram, Hervé Lehning et collectif, Tangente, Hors-série N° 19 : Maths et sports, POLE, 25 août 2004, 158 p. (ISBN 978-2-84884-023-9)
- Hervé Lehning et collectif, Mille ans d'histoire des mathématiques : 1001-2000 : l'accès à la modernité : Tangente, Hors-série n° 10, POLE, 24 février 2005, 146 p. (ISBN 978-2-84884-029-1)
- Hervé Lehning, Leonhard Euler : Un génie des Lumières : Tangente Hors-série n°29, Paris, POLE, 7 juin 2007, 154 p. (ISBN 978-2-84884-066-6)
- Hervé Lehning, Les transformations : de la géométrie à l'art : Tangente Hors-série n° 35, POLE, 7 mai 2009, 160 p. (ISBN 978-2-84884-097-0)
- Hervé Lehning, À la recherche de la preuve en mathématiques, Paris, Pour la science, 8 septembre 2009, 128 p. (ISBN 978-2-84245-098-4)
- Hervé Lehning, Questions de maths sympas pour M. et Mme Toulemonde, Ixelles Éditions, 6 juillet 2011, 352 p. (ISBN 978-2-87515-115-5)
- Hervé Lehning et collectif, Prévoir pour décider : Phénomènes naturels, économie, modèles et modélisation, POLE, 9 février 2012, 72 p. (ISBN 978-2-84884-144-1)
- Hervé Lehning, L'Univers des codes secrets : De l'antiquité à internet, Ixelles Éditions, coll. « IX.HORS COLLECT », 13 juin 2012, 320 p. (ISBN 978-2-87515-156-8)
- Hervé Lehning et collectif, Les équations algébriques : Aborder les inconnues : Tangente, Hors-série n° 22, Paris, POLE, 30 novembre 2012, 160 p. (ISBN 978-2-84884-139-7)
- Hervé Lehning, Questions de maths utiles : Soldes, sondages, loto, radars..., Paris, Librio, 5 avril 2013, 75 p. (ISBN 978-2-290-05406-2)
- Hervé Lehning, L'Univers des nombres : De l'Antiquité à Internet, Ixelles Éditions, 24 avril 2013, 320 p. (ISBN 978-2-87515-183-4)
- Hervé Lehning et collectif, Transfert et échange : Les transports de propriétés en algèbre, analyse, géométrie : Tangente Hors-série n° 70-71, POLE, 20 septembre 2013, 96 p. (ISBN 978-2-84884-176-2)
- Toutes les mathématiques du monde, Paris, Flammarion, 2017, 447 p. (ISBN 978-2-08-135445-6)
- Hervé Lehning, La Bible des codes secrets, Flammarion, 2020, 464 p. (ISBN 978-2-0814-9001-7)
- Hervé Lehning, Le livre des nombres, Flammarion, 2021, 352 p. (ISBN 9782080438713)